# Североамериканская боксёрская федерация
Североамериканская боксёрская федерация — (NABF) является региональным органом, который присуждает региональное звание чемпиона Северной Америки. Данная федерация бокса находится в рамках Всемирного боксерского совета (WBC).

## История
WBC создала NABF в 1969 году как часть её различных региональных федераций. Эти региональные федерации устраивали бои за звание региональных чемпионов. Эти чемпионы будут рассмотрены в мировом рейтинге WBC. Первый бой за титул NABF состоялся 6 декабря 1969 года между Сонни Листоном и Леотисом Мартином.
По данным исследования Международной организации бокса: «появление NABF в 1969 году положило начало 12-раундовым поединкам за титул в западных странах».

## Другие региональные федерации WBC
- Восточные и Тихоокеанского федерации бокса (OPBF).
- Европейский боксерский союз (EBU).
- Asian Boxing Council (ABCO).
- Африканский боксерский союз (ABU).
- Карибская боксёрская федерация (CABOFE).
- Центрально- американская боксёрская федерация (Fecarbox).
- СНГ и словенское боксёрское бюро (CISBB).
- Национальный боксёрский совет США (USNBC).
- Южноамериканская боксёрская федерация (FESUBOX).

## Чемпионы
Список чемпионов Североамериканской боксёрской федерации